# Theodor Hauschild
Theodor Hauschild (Erfurt, 4 de enero de 1929-Hamburgo, 8 de septiembre de 2024) fue un arquitecto y arqueólogo alemán.  

## Biografía
Ha trabajado en la recuperación de monumentos de Cataluña, como la muralla romana de Tarragona, donde descubrió en 1983 en uno de los sillares del interior de la Torre de Sant Magí o de Minerva (que exhibe cinco enigmáticos jefes laureados) la dedicatoria M. Vibio Menrva; también ha trabajado en la Villa-mausoleo de Centcelles en 1966. 
En 1996 recibió la Cruz de Sant Jordi. 

## Obra
- Helmut Schlunk, Theodor Hauschild. 1962. Informe preliminar sobre los trabajos realizados en Centcelles: memoria. Volumen 18 de Excavaciones arqueológicas en España. Ed. Min. de Educación Nacional, Dirección Gral de Bellas Artes, Servicio Nacional de Excavaciones Arqueológicas. 67 pp.
- 1983. Arquitectura romana de Tarragona. Ed. Ajuntament. 180 pp.
- 1986. La villa romana y el mausoleo constantiniano de Centcelles.
- 1991. El faro romano de La Coruña. Ciudad y torre : Roma y la Ilustración en La Coruña. Ed. Ediciós Do Castro. 97 pp. ISBN 84-7492-543-6
- 1993. La villa romana de Centcelles. Volumen 9 de Programa de investigaciones protohistóricas. Ed. Montserrat Mateu Taller Editorial. 123 pp. ISBN 84-88158-04-1
- Theodor Hauschild, Felix Teichner, Elena Morán. 2002. Milreu: ruinas. Volumen 9 de Roteiros da arqueología portuguesa. Ed. Instituto Português do Património Arquitectónico. 67 pp. ISBN 972-8736-06-1